# Wilhelm Ehrenberg
Wilhelm Heinrich von Ehrenberg (* 26. Juli 1834 in Riesbach; † 11. Mai 1892 ebenda) war ein Schweizer Unternehmer.

## Leben
Der Sohn des Carl Ferdinand von Ehrenberg war von 1852 bis 1863 der erste Telegrafist der Stadt Zürich. Später war er Angestellter in der Telegrafenfabrik von Matthäus Hipp, in deren Auftrag er Europa bereiste. 
Am 9. September 1858 heiratete er Anna Maria Ohngemach (1836–1894) aus Küsnacht. Das Paar hatte siebzehn Kinder, wovon vier im Kindesalter starben.
Nachdem der schweizerische Bundesrat im Februar 1878 das Telefonwesen dem Bundesregal unterstellt hatte, legte er wegen Einschränkung der Handels- und Gewerbefreiheit Beschwerde dagegen ein, die jedoch im Dezember von der Bundesversammlung abgelehnt wurde. Dabei wurde Bereitschaft, Privatleitungen zu konzessionieren, signalisiert. Ehrenberg war 1880 als Teilhaber in Jakob Kuhns (1845–1893) Firma aufgenommen, die dann in Kuhn & Ehrenberg, Telegraphenwerkstätte in Uster und Zürich umbenannt wurde. Im April reichten sie ihr Konzessionsgesuch für den Bau einer Central-Telephon-Station in Zürich ein. Noch bevor diese vorlag, richteten sie mit Bell-Apparaten die erste Verbindung zwischen der Feuerwache an der Brodlaube und dem Polizeiposten in St. Clara ein. Als am 11. Juli 1880 in Zürich das Schweizerische Sängerfest stattfand, installierte er auf der Telegrafenleitung eine telefonische Übertragung nach Basel, wo man der Darbietung lauschte. Seine Mitte Mai 1880 erteilte Konzessionsurkunde trat er zwei Monate später der in Gründung befindlichen Zürcher Telephongesellschaft ab. 
Als Ende 1880 Alfred Zellweger ihr Unternehmen erwarb, schied Kuhn aus, worauf es in A. Zellweger & W. Ehrenberg in Uster umbenannt wurde. Ehrenberg wirkte noch lange für dieses Unternehmen, das heute unter Uster Technologies firmiert. 1891 kurierte er sich in Davos aus, erlag aber im folgenden Mai einem Herzversagen.